# Морозово (Колчановское сельское поселение)
Моро́зово — деревня в Колчановском сельском поселении Волховского района Ленинградской области.

## История
Деревня Морозово упоминается на карте Санкт-Петербургской губернии 1792 года А. М. Вильбрехта.
На карте Санкт-Петербургской губернии Ф. Ф. Шуберта 1834 года также обозначена деревня Морозово.
Деревня Морозово отмечена и на карте Ф. Ф. Шуберта 1844 года.

МОРОЗОВО — деревня Ведомства государственного имущества, по просёлочной дороге, число дворов — 3, число душ — 7 м. п. (1856 год)

МОРОЗОВО — деревня владельческая при реке Сяси, число дворов — 3, число жителей: 12 м. п., 15 ж. п. (1862 год)

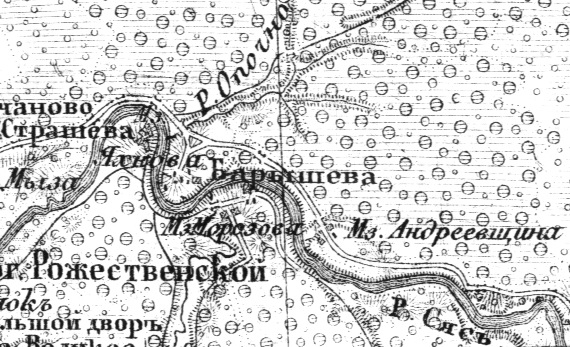
Мыза Морозова на карте Ф. Ф. Шуберта 1872 года

В конце XIX — начале XX века деревня административно относилась к Хамонтовской волости 2-го стана Новоладожского уезда Санкт-Петербургской губернии.
Согласно военно-топографической карте Петроградской и Новгородской губерний издания 1915 года на месте современной деревни находилась мыза Морозова.
С 1917 по 1923 год деревня Морозово входила в состав Морозовского сельсовета Хамонт-Колчановской волости Новоладожского уезда.
С 1923 года в составе Яхновского сельсовета Волховского уезда.
С 1927 года в составе Волховского района.
С 1928 года в составе Колчановского сельсовета. В 1928 году население деревни Морозово составляло 150 человек.
По данным 1933 года деревня Морозово входила в состав Колчановского сельсовета Волховского района.
С 1946 года в составе Новоладожского района.
В 1958 году население деревни Морозово составляло 101 человек.
С 1963 года в составе Волховского района.
По данным 1966, 1973 и 1990 годов деревня Морозово также входила в состав Колчановского сельсовета.
В 1997 году в деревне Морозово Колчановской волости проживали 12 человек, в 2002 году — 13 человек (все русские).
В 2007 году в деревне Морозово Колчановского СП — 5, в 2010 году — 2 человека.

## География
Деревня расположена в центральной части района на левом берегу реки Сясь при впадении в неё реки Сырецкая.
На противоположном берегу проходит автодорога А114 (Вологда — Новая Ладога) Расстояние до административного центра поселения — 6 км.
Расстояние до ближайшей железнодорожной станции Колчаново — 7 км.

## Демография
| 1862 | 1997 | 2002 | 2007 | 2010 | 2013 | 2017 |
| ---- | ---- | ---- | ---- | ---- | ---- | ---- |
| 55   | ↘12  | ↗13  | ↘5   | ↘2   | ↗20  | ↘1   |

### Национальный состав
По данным Всероссийской переписи населения 2021 года в деревне проживали 3 человека, все русские.